# Hieracium caespitans
Hieracium caespitans es una especie de planta con flor del género Hieracium, de la familia Asteraceae, orden Asterales.

## Distribución
Hieracium caespitans se distribuye por Noruega.

## Taxonomía
Fue descrita científicamente por Dahlst. Fue publicada en Acta Horti Berg. 1(7): 31 (1891).